# 二腺异色柳
二腺异色柳（学名：Salix dibapha var. biglandulosa）为杨柳科柳属下的一个变种。

## 扩展阅读
- 維基物種上的相關：二腺异色柳